# Roca de Coma-sarrera
La Roca de Coma-sarrera és una muntanya de 2.374,5 metres d'altitud del terme municipal de Soriguera, a la comarca del Pallars Sobirà. Pertanyia al terme primigeni de Soriguera.
És en el sector nord-est del terme, a prop del límit amb el terme de Rialb. És, de fet, el contrafort meridional de la Torreta de l'Orri, molt a prop del cim d'aquesta muntanya. A sota seu, al sud-oest, es forma el Barranc de Coma-sarrera, la capçalera de la vall del qual és la Coma-sarrera. Pertany al Parc Natural de l'Alt Pirineu.
És dins del Parc Natural de l'Alt Pirineu.